# Adam Wheeler
Adam Wheeler (Lancaster, 24 marzo 1981) è un ex lottatore statunitense, specializzato nella lotta greco-romana vincitore della medaglia di bronzo nella categoria fino a 96 kg a Pechino 2008.
In quella edizione dei giochi venne sconfitto in semifinale dal tedesco Mirko Englich e nella finale per il bronzo batté il sudcoreano Han Tae-young.
Dopo il ritiro si è dedicato al jujitsu, fino a diventare cintura nera, nel 2019 ha pubblicato un libro intitolato Believe and Achieve: Overcoming Obstacles to Excel.

## Palmarès
- Giochi olimpici

Pechino 2008: bronzo nella categoria fino a 96 kg.